# Hypognatha rancho
Hypognatha rancho Levi, 1996 è un ragno appartenente alla famiglia Araneidae.

## Etimologia
Il nome della specie deriva dalla località venezuelana in cui sono stati rinvenuti degli esemplari: Rancho Grande

## Caratteristiche
L'olotipo femminile rinvenuto ha dimensioni: cefalotorace lungo 1,56mm, largo 1,30mm; opistosoma lungo 2,5mm, largo 2,5mm.

## Distribuzione
La specie è stata reperita nel Venezuela settentrionale: nei pressi di Rancho Grande, nello stato di Aragua.

## Tassonomia
Al 2014 non sono note sottospecie e dal 1996 non sono stati esaminati nuovi esemplari.